# 혈액 도핑
혈액 도핑(영어: blood doping)은 운동 능력을 향상시키기 위해 혈류의 적혈구 수를 증가시키는 도핑의 한 형태이다. 허파에서 근육으로 산소를 운반하는 적혈구의 혈액 내 농도가 높을수록 운동선수의 유산소 능력(VO2 max)과 지구력이 향상될 수 있다. 혈액 도핑은 약물을 사용해 신체 자체에서 더 많은 적혈구를 생성하도록 하거나, 본인 또는 다른 사람에게서  수혈을 받거나, 혈액 대체제를 사용하여 이루어진다.
혈액 도핑은 대부분의 경우 불법이며, 특히 선수들에게 인위적인 이점을 제공하는 것으로 간주되는 프로 스포츠에서는 더더욱 금지되어있다. 일반적으로 도핑방지기관은 선수들의 혈액 샘플을 다양한 테스트 방식들을 통해 분석해 혈액 도핑을 한 개인을 식별한다.

## 역사

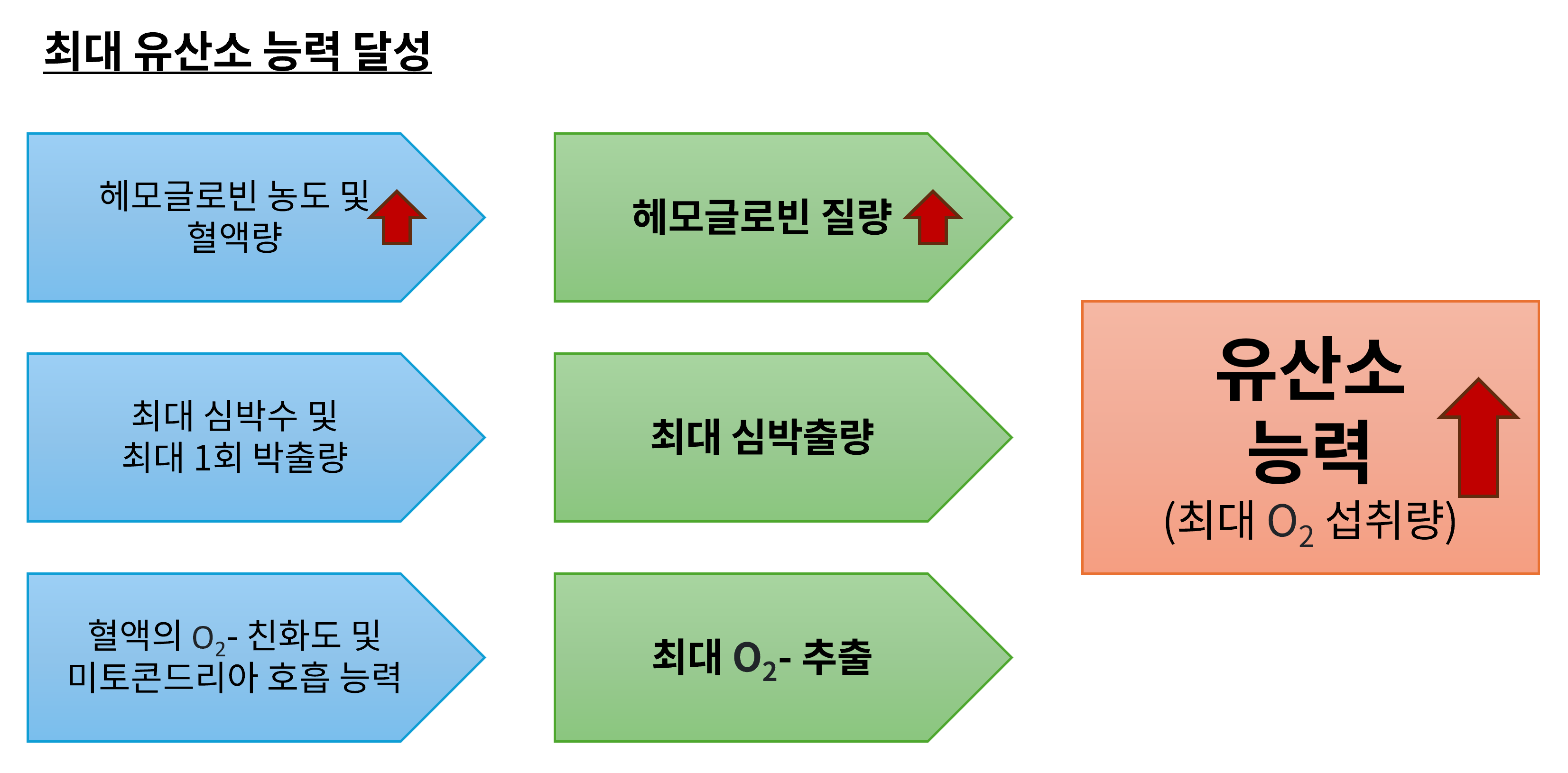
그림 1 최대 유산소 능력 달성의 주요 결정 요인

혈액 도핑은 신체의 산소 운반 능력을 향상시키기 위해 불법적인 제품[예: 적혈구형성인자(EPO), 다베포에틴-알파, 저산소증 유도인자(HIF) 안정제]과 방법(예: 산소 섭취량을 극대화하여 유산소 능력 증가)을 사용하는 것으로 정의된다.
신체는 운동하는 골격근에 충분한 산소를 공급하기 위해 유산소 호흡을 수행하며, 그 주요 결정 요인은 그림 1에 나타나 있다. 최대 산소 섭취량(O2max)의 속도는 심박출량, 산소 추출 및 헤모글로빈 질량에 따라 달라진다. 선수의 심박출량은 경기 중에 조작하기 어렵고, 경기 중 심박출량의 분배는 최대 속도(즉, 80%)에 도달한다. 또한, 최대 운동 시 산소 추출은 약 90%에 이른다. 따라서, 신체 능력을 향상시킬 수 있는 유일한 방법은 헤모글로빈 질량을 증가시켜 동맥의 산소 함량을 높이는 것이다. 다시 말해, 헤모글로빈 농도와 혈액량이 헤모글로빈 질량에 기여한다.

## 방법

### 약물
많은 형태의 혈액 도핑은 의약품의 오용에서 비롯된다. 이러한 약물 치료법들은 인체가 자연적으로 산소 전달을 할 수 없을 때 이를 증가시키기 위해 임상적 사용을 목적으로 개발되었다.

#### 적혈구형성인자
적혈구형성인자(EPO)는 신장의 간질 섬유아세포에서 생성되는 당단백질 호르몬으로, 골수에서 적혈구 생성을 촉진한다. 혈구모세포(적혈구 줄기세포)의 활성 증가는 혈액의 산소 운반 능력을 향상시킨다. EPO는 처음에 암 환자의 화학 요법과 방사선 요법의 부작용을 상쇄하기 위해 개발되었다. EPO는 또한 상처 치유 속도를 증가시킨다. 특히 헤마토크릿 증가와 같은 생리학적 부작용으로 인해, EPO는 전문 및 아마추어 사이클 선수들에 의해 남용될 가능성이 있는 약물이 되었다.

#### 저산소증 유도인자(HIF) 안정제
저산소증 유도인자 안정제(HIF 안정제)는 만성 신장 질환 치료에 사용되는 의약품이다. 대부분의 전사 인자와 마찬가지로, HIF 전사 인자는 단백질 발현을 담당한다. HIF 안정제는 빈혈로 인한 저산소증, 대사 스트레스, 혈관 신생(새로운 혈관의 생성)으로 인해 EPO의 활성을 촉진한다. 사이클 선수들이 사용하는 HIF 안정제는 염화 코발트/데페록사민과 결합하여 적혈구형성인자 호르몬의 자연적 생산을 자극하고 조절을 막는다. 생리학적으로 낮은 40mmHg 정도의 동맥혈 산소분압에서, EPO는 헤모글로빈 운반을 증가시키기 위해 신장에서 분비된다. 이러한 약물의 조합은 세포 수준에서 전사를 증가시켜 지속적으로 EPO를 분비하게 한다. 이 효과는 HIF 안정제, 염화 코발트/데페록사민이 체내에서 배출되거나 분해될 때 사라진다.

#### 미오-이노시톨 트리스피로인산(ITPP)
미오-이노시톨 트리스피로인산(ITPP)은 OXY111A라는 화합물 번호로도 알려져 있으며, 헤모글로빈의 이형 효과제로서 산소-헤모글로빈 해리 곡선을 우측으로 이동시켜 심혈관계를 통과할 때마다 적혈구에서 주변 조직으로 방출되는 산소의 양을 증가시킨다. ITPP는 인간과 경주마 모두에서 도핑 방지 연구의 대상이 되어왔다.

### 수혈
수혈은 전통적으로 혈액 공여자와 수혜자가 같은 자가 수혈과, 다른 사람에게 수혈되는 동종 수혈로 분류될 수 있다. 수혈 과정은 경기 수 주 전에 1~4 단위의 혈액(1 단위 = 450 mL의 혈액)을 채혈하는 것으로 시작된다. 채취된 혈액은 원심분리되어 혈장 성분은 즉시 재주입되고, 주로 적혈구로 구성된 유형 성분은 4 °C~-80 °C 온도에서 냉동 보관된다. 냉장 보관된 혈액은 적혈구 수가 꾸준히 감소하여 최대 40%까지의 상당한 비율의 저장된 적혈구가 생존 불가능할 수 있으나, 반면에 냉동 과정은 세포의 노화를 제한하여 10년까지 혈액을 보관할 수 있게 하며, 이 경우 적혈구의 손실은 10%에서 15% 정도이다. 저장된 적혈구는 일반적으로 고강도 경기 1~7일 전에 재주입된다. 각 자가 수혈로 상당량의 철분이 제거되므로, 자가 헌혈을 받는 환자들은 마지막 헌혈로부터 최소 3일 이상의 충분한 회복 시간과 적절한 철분 보충제가 필요하다. 자가 헌혈의 거의 50%는 공여자에 의해 사용되지 않고 폐기되는데, 이는 현재의 기준이 안전상의 이유로 이러한 단위의 혈액을 다른 환자에게 수혈하는 것을 허용하지 않기 때문이다.

### 혈액 대체제
생화학 및 생물공학의 발전으로 "혈액 대체제"라고 널리 알려진 공학적 산소 운반체의 형태로 이 문제에 대한 새로운 접근이 가능해졌다. 현재 이용 가능한 혈액 대체제는 주로 중합된 헤모글로빈 용액 또는 헤모글로빈 기반 산소 운반체(HBOCs)와 과불화탄소(PFCs)이다.

#### 헤모글로빈 기반 산소 운반체(HBOCs)
헤모글로빈 기반 산소 운반체는 분자 내/분자 간 공학적으로 설계된 인간 또는 동물의 헤모글로빈으로, 산소 전달과 장기간의 혈관 내 순환에 최적화되어 있다. 적혈구 내의 2,3-다이포스포글리세르산염의 존재는 헤모글로빈의 정상적인 산소 친화도를 유지한다. HBOCs는 적혈구를 포함하지 않아 이러한 상호작용을 잃게 되므로, 변형되지 않은 인간 HBOC 용액은 매우 높은 산소 친화도를 가져 그 기능이 저하된다. 이 문제를 극복하기 위해 개발된 화학적 방법들은 말초 조직의 생리적 산소 분압에서 효과적으로 산소를 방출하는 운반체를 만들어냈다.
모든 HBOCs의 공통적인 특징은 매체에 용해되었을 때 해리에 대한 저항성을 가진다는 것이며, 이는 비생리적 조건에서 자연적으로 해리되는 헤모글로빈과는 대조적이다. HBOCs는 이론적으로 전통적인 적혈구 주입에서 제공되는 동등한 헤모글로빈보다 운동선수들에게 더 큰 이점을 제공할 수 있다. 최근의 연구들은 HBOCs가 단순한 적혈구 대체물이 아니라 조직 산소화 측면에서 매우 효과적인 산소 공여체임을 보여주었다. 추가적인 효과로는 혈청 철분, 페리틴, 에리스로포이에틴의 증가, 최대 20%까지의 산소 확산 증가와 운동 능력 향상, 이산화탄소 생성 증가, 무산소 활동에서의 젖산 생성 감소 등이 있다. 그러나 임상 시험에서 HBOCs는 인체에 매우 위험한 것으로 나타났다. HBOCs가 사망 위험과 심근경색 위험을 모두 증가시키기 때문에 임상 시험이 중단되었다. 이들은 미국이나 유럽에서 상업적으로 이용할 수 없으며, 승인된 사용처도 없다.

#### 과불화탄소(PFCs)
과불화탄소(PFCs)는 불화탄소라고도 알려져 있으며, 주로 탄소와 불소 원자가 강한 C-F 결합으로 연결된 불활성, 물에 불용성인 합성 화합물이다. PFCs는 대체로 투명하고 무색의 액체 유화물로, 분자량, 표면적, 전하, 점도 면에서 이질적이다. 전자 밀도가 높은 불소 원자의 함량이 높아 분자 내 상호작용이 적고 표면 장력이 낮아, 특히 산소와 이산화탄소 같은 기체에 대해 뛰어난 용매 역할을 한다. 이러한 분자 중 일부는 혈장보다 100배 더 많은 산소를 용해할 수 있다. PFCs는 본질적으로 소수성이므로 정맥 주사를 위해서는 유화시켜야 한다. PFCs는 산소를 결합하는 것이 아니라 용해하기 때문에, 혈액 대체물로서의 능력은 주로 폐와 목표 조직에서의 산소 분압 기울기에 의해 결정된다. 따라서 PFCs의 산소 운반 특성은 전혈, 특히 적혈구의 특성과 상당히 다르다. 일반적인 대기 산소 분압 135 mmHg에서, 900 mL/L 과불화탄소의 산소 함량은 50 mL/L 미만인 반면, 정상 조건의 전혈보다 여전히 낮은 최적의 산소 함량 160 mL/L은 500 mmHg 이상의 산소 분압에서만 달성할 수 있다. 실제로, 일반적인 폐포 산소 분압 135 mmHg에서 PFCs는 말초 조직에 충분한 산소를 공급할 수 없다.
PFCs는 크기가 작아 적혈구가 흐를 수 없는 곳까지 순환할 수 있다. 아주 작은 모세혈관에서 PFCs는 가장 큰 이점을 제공하는데, 더 큰 동맥에서의 산소 함량 증가로 예상되는 것보다 훨씬 더 효율적으로 국소 산소 전달을 증가시킨다. 또한 기체가 PFCs 내에서 용해된 상태이므로, 산소 분압은 말초 조직으로의 효율적인 산소 전달을 촉진한다. 1980년대 중반 이후, PFCs의 산소 용량과 유화 특성이 개선되어 2세대 PFC 기반 산소 운반체가 개발되었으며, 현재 두 가지 PFC 제품이 3상 임상 시험 중에 있다.

### 염화 코발트 투여
전이금속 복합체는 적혈구형성에 중요한 역할을 하는 것으로 널리 알려져 있다. 이에 따라 무기물 보충이 혈액 도핑의 새로운 기술로 부상하고 있다. 특히 주목할 만한 것은 식이 보충제로 흔히 사용되는 코발트 복합체인 코발라민(비타민 B12)이다. 코발라민은 적혈구 생성에 중요한 복합체로, 혈액 도핑에 잠재적으로 사용될 수 있어 관심을 받았다. 그러나 실험적 증거에 따르면 적혈구/산소 결핍이 없는 경우 코발라민은 적혈구 생성에 영향을 미치지 않는 것으로 나타났다. 이러한 결과는 코발라민의 기능에 대해 이미 알려진 많은 사실을 확인하는 것으로 보인다. 코발라민을 이용한 적혈구형성인자 분비와 이어지는 적혈구 생성을 유도하는 신호 경로는 산소 의존적이다. 적혈구형성인자는 산소 결핍이 있을 때만 신장에서 분비되므로, 산소 결핍이 없을 때는 투여된 코발라민의 양과 관계없이 적혈구 생성이 이루어진다. 따라서 코발라민은 혈액 도핑에 거의 혹은 전혀 가치가 없다.
혈액 도핑에 더 효과적인 것은 빈혈 환자 치료에 유용하다고 알려진 Co²⁺(염화 코발트(II), CoCl₂로 투여)이다. 최근의 실험적 증거는 혈액 도핑에서 염화 코발트의 효능을 입증했다. 이 물질의 작용에 대한 연구에 따르면 Co²⁺는 저산소증과 유사한 반응을 유도하며, 가장 관련 있는 반응은 적혈구 생성이다. Co²⁺는 저산소 유도 전사 인자 HIF-1α와 HIF-2α의 N-말단(루프 헬릭스 루프 도메인)에 결합하여 이러한 단백질 복합체를 안정화함으로써 이 반응을 유도한다. 정상적인 산소 조건에서 HIFs는 HIF-α 수산화효소에 의해 프롤린과 아스파라진 잔기가 수산화되어 불안정해지고, 이후 유비퀴틴-프로테아좀 경로를 따라 분해되어 적혈구형성인자(EPO)를 부호화하는 유전자의 전사를 결합 및 활성화할 수 없게 된다. Co²⁺ 안정화로 인해 분해가 방지되고 EPO를 부호화하는 유전자가 활성화될 수 있다. 이러한 Co²⁺ N-말단 안정화의 메커니즘은 아직 완전히 이해되지 않았다. N-말단 결합 외에도, 수산화효소 활성 부위의 Fe²⁺가 Co²⁺로 대체되는 것이 Co²⁺의 안정화 작용에 기여하는 요인일 수 있다는 가설도 제시되었다. 그러나 Co²⁺ 결합이 유비퀴틴 결합은 허용하지만 프로테아좀 분해는 방지한다는 것으로 알려져 있다.

## 혈액 도핑 검출

### 동종 혈액 도핑의 검출
2004년, 동종/이종 혈액 수혈 도핑을 검출하기 위한 검사가 시행되었다. 유세포 분석법이 선호되는 방법이다. 혈구 표면의 표지자를 검사함으로써 이 방법은 운동선수의 혈액 순환에 한 명 이상의 사람의 혈액이 존재하는지 여부를 판단할 수 있다. 이 검사는 공여자 혈장에서 얻은 혈액형 항원에 대한 12개의 항혈청을 사용한다. 항원들은 IgG 또는 IgM이 코팅된 적혈구에 표지를 하고 유세포 분석법에 의한 검출을 향상시키기 위해 피코에리트린과 결합된 이차 항체로 표지된다. 유세포 분석법은 혈액형 항원의 미세한 차이를 검출할 수 있다. 이 평가 방법은 이전에 최소 한 단위의 동종 혈액을 받은 대상자의 혈액을 구별할 수 있었다. 이 기술은 개인의 고유 적혈구와 항원적으로 구별되는 작은 (<5%) 세포 집단을 검출할 수 있다.

### 자가 혈액 도핑의 검출
자가 혈액 도핑 검출은 CO 재호흡 기술을 통해 헤모글로빈 질량의 비생리학적 증가를 간접적으로 측정함으로써 이루어진다. 현재 사용되는 CO 재호흡 방법의 원리는 10~15분 동안 O2-CO 가스 혼합물을 흡입하는 것을 요구한다. 재호흡 전후의 카복시헤모글로빈 농도(HbCO) 차이를 측정함으로써, CO 부피와 CO에 대한 Hb의 결합 능력(1.39ml g-1)을 이용하여 총 Hb 질량을 계산할 수 있다. 이 검출 방법은 경기 직전에 CO를 흡입하는 것이 바람직하지 않고 잠재적으로 그들의 경기력에 영향을 줄 수 있기 때문에 운동선수에게 문제가 될 수 있다.

### 혈액 헤모글로빈 기반 산소 운반체의 검출
헤모글로빈 기반 산소 운반체(예: 옥시글로빈)에 대한 검출 방법은 네 단계로 이루어진다. 첫 번째 단계는 면역고갈(예: 프로테오 프렙 20 혈장 면역고갈 키트)에 의해 혈액 샘플의 풍부한 단백질을 제거하는 것이다. 이 과정은 다른 단백질(예: 알부민과 면역글로불린)이 이온화를 변경함으로써 모세관 전기영동(CE) 분리를 방해하지 않도록 한다. 두 번째 단계에서는 특정 조건, 이 경우 HBOC와 Hb 사이의 충분한 해상도를 제공하기 위해 암모늄 포메이트(75mM, pH 9.5)로 구성된 배경 전해질 하에서 CE 분리가 수행된다. 세 번째 단계에서는 HBOC와 HB를 선택적으로 검출하기 위해 415 nm에서 UV/Vis 검출이 수행된다. 네 번째 단계에서는 비행 시간 또는 질량 분석기를 사용하여 헴단백질과 다른 단백질 사이의 선택성을 높이고 HBOC 섭취를 확실히 결정할 수 있다. 415 nm에서의 CE-UV/Vis와 CE-ESI-TOF/MS의 검출 한계는 각각 혈장에서 0.20과 0.45g/dL이다.

### 생물동력학 모델을 활용한 코발트 농도 검출
코발트는 섭취량이 하루 400 μg 이상일 경우 실험실 혈액 분석을 통해 검출될 수 있다. 최소 10일 동안 투여 후 전혈 농도가 1 μg/L 이상이고 소변 농도가 10 μg/L 이상일 때 검출이 가능하다. 적혈구 생성을 약 16%-21% 증가시키는 용량은 최소 10일 동안 경구 투여 시 하루 약 68 mg의 코발트이다. 마지막 섭취 2시간 후 예측된 전혈 코발트 농도는 200 μg/L를 초과하며, 섭취 후 24시간 이내에 평균 소변 코발트 농도는 3000 μg/L를 초과한다. 23명의 대상자가 10일 동안 하루 900 μg의 CoCl2를 복용하는 연구가 수행되었다. 그 후 모델 예측을 연구 결과와 비교하였다. 결과는 혈액과 소변에 대한 모델 예측이 남성과 여성 그룹의 중간 농도 사이에 있음을 보여주며, 이는 모델 예측이 전체 시험 집단을 충분히 대표함을 나타낸다.

## 군사적 사용
1947년부터 군사 연구원들은 고고도에서 전투기 조종사의 저산소증 내성을 높이는 방법을 연구하기 시작했다. 그러한 연구 중 하나에서, 미국 해군 연구 시설에서 10명의 남성에게 적혈구를 수혈한 결과 산소 운반 능력이 증가했다.
1993년, 포트 브래그의 미국 특수부대 지휘관들은 혈액 도핑(혈액 로딩으로도 알려짐)을 실험하기 시작했다. 특수부대 요원들은 2단위의 전혈을 제공하고, 이로부터 적혈구를 추출하여 농축한 후 저온에서 보관했다. 임무나 전투 24시간 전에 소량의 적혈구를 다시 병사에게 주입했다. 군사 과학자들은 이 절차가 혈액의 산소 운반 능력을 증가시켜 병사들의 지구력과 경계심을 높인다고 믿었다.
1998년, 오스트레일리아 국방군은 특수공군연대에 이 기술을 승인했다. 호주 국방과학기술기구의 수석 영양학자인 크리스 포브스-이완은 스포츠와는 달리 "사랑과 전쟁에서는 모든 것이 공평하다"고 말했다. 포브스-이완은 "우리가 얻으려는 것은 잠재적 적에 대한 우위"라고 말했다. 이 연구에서 50개 이상의 성능 향상 약물과 기술이 거부되었다. 승인된 6가지는 카페인, 에페드린, 에너지 음료, 모다피닐, 크레아틴, 혈액 로딩이다.

## 혈액 도핑 유명 사례

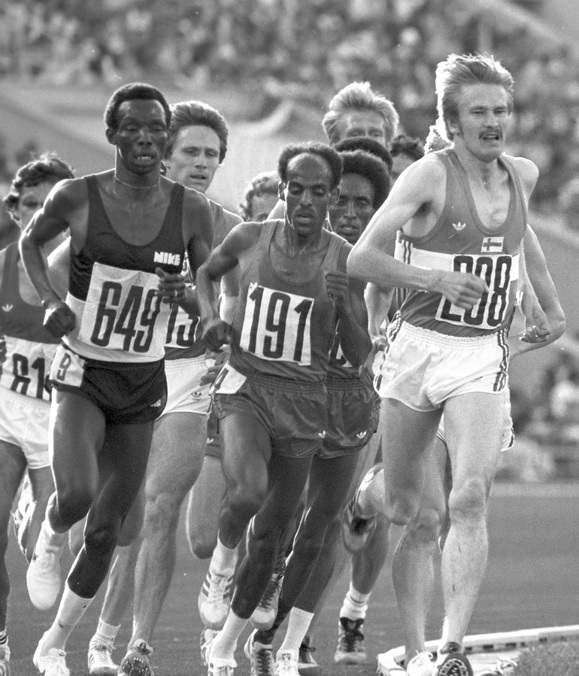
1980년 하계 올림픽 5,000m 경기에서 알려진 최초의 혈액 도핑 사례의 주인공 카를로 마닌카(208).

혈액 도핑은 1960년대 후반에 시작되었으나 1986년까지 금지되지 않았다. 합법적이었던 동안, 이는 중거리 및 장거리 주자들 사이에서 흔히 사용되었다. 알려진 최초의 혈액 도핑 사례는 1980년 모스크바 하계 올림픽에서 발생했다. 카를로 마닌카는 5 km와 10 km 트랙 경기에서 메달을 획득하기 전 2 파인트의 혈액을 수혈받았다. 그러나 이는 당시 규정에 위배되지 않았다. 자전거 선수 요프 주테멜크는 1976년 투르 드 프랑스에서 2위를 차지했을 때 수혈을 받았다고 인정했다. 그러나 그는 이것이 경기력 향상이 아닌 빈혈 치료를 위한 것이었다고 주장했다. 같은 해, 자전거 선수 프란체스코 모서는 1시간 기록 경신을 위한 준비로 수혈을 사용했다. "혈액 도핑"은 1985년 국제올림픽위원회(IOC)에 의해 금지되었으나, 당시에는 이를 위한 검사 방법이 존재하지 않았다.
2000년 자전거 선수 니클라스 악셀손이 EPO 양성 반응을 보였다.
2004년 올림픽에서 자전거 선수 타일러 해밀턴은 동종 혈액 수혈 검출을 위한 형광 활성화 세포 분류 검사에서 불합격했다. 그러나 샘플 처리 과정으로 인해 두 번째 확인 검사를 실시할 수 없어 금메달을 유지할 수 있었다. 그는 2004년 부엘타 아 에스파냐에서 동종 수혈 양성 판정을 받고 스포츠 중재 재판소에 항소했으나 기각되었다. 해밀턴의 변호인들은 한 사람 이상의 적혈구가 존재하는 것을 설명하기 위해 해밀턴이 유전적 키메라이거나 '배니싱 트윈'일 수 있다고 주장했다. 이론적으로는 가능하지만, 이러한 설명들은 "무시할 만한 확률"로 판정되었다.
2007년 7월 24일 여러 뉴스 보도에 따르면, 아스타나 팀의 투르 드 프랑스 선수 알렉산드르 비노쿠로프가 두 가지 다른 혈구 집단이 발견되어 동종 수혈 양성 판정을 받았다. 비노쿠로프는 2007년 7월 21일 투르 13단계 개인 시간 시험에서 승리한 후 검사를 받았다. 도핑 검사는 두 번째 샘플이 첫 번째를 확인하기 위해 검사될 때까지 양성으로 간주되지 않는다. 비노쿠로프의 B 샘플도 양성 반응을 보여, 그는 2년 출전 정지와 1년 치 연봉에 해당하는 벌금에 직면했다. 또한 15단계 이후에도 양성 반응을 보였다.
비노쿠로프의 팀 동료인 안드레이 카셰크킨도 2007년 투르 드 프랑스(도핑 스캔들로 얼룩졌던 레이스)가 끝난 며칠 뒤인 2007년 8월 1일 동종 혈액 도핑 양성 판정을 받았다. 그의 소속팀은 비노쿠로프의 도핑 사실이 밝혀진 후 철수했다.
러시아 조사관들에 따르면, 19세의 뉴욕 레인저스 유망주이자 러시아 하키 선수인 알렉세이 체레파노프는 2008년 10월 13일 러시아에서 경기 중 벤치에서 쓰러져 사망하기 전 수개월 동안 혈액 도핑에 가담했다. 그는 또한 심근염을 앓고 있었다.
독일의 스피드 스케이팅 선수이자 5회 올림픽 금메달리스트인 클라우디아 페히슈타인은 2009년 혈액 도핑 혐의로 2년간 출전 정지 처분을 받았다. 이는 그의 혈액 내 그물적혈구의 비정상적 수치와 이 수치가 항상 경기 중에 가장 높았다는 가정에 근거했다. 2000년부터 2009년까지 10년 동안 그의 평균 그물적혈구 수는 올림픽이나 세계 선수권 대회와 같은 주요 대회에서 2.1%였다. 월드컵 경기에서는 평균 1.9%, 훈련 기간 동안에는 2.0%였다. 2009년 11월 스포츠 중재 재판소는 "혈액 질환의 가능성이 안전하게 배제되었으므로..."라고 언급하며 출전 정지를 확정했다. 2010년 9월, 스위스 연방 대법원은 페흐슈타인의 유전적 혈액 이상이 이전부터 알려져 있었다고 언급("die vererbte Blutanomalie bekannt gewesen sei")하며 선수의 항소를 기각했다.
2011년 5월 20일, 타일러 해밀턴은 《60분》 인터뷰에서 도핑을 인정한 후 2004년 올림픽 금메달을 미국 반도핑기구에 반납했다.
2012년 8월 23일, 랜스 암스트롱은 사이클 경력 동안 도핑 프로그램을 주도했다고 고발한 미국 반도핑기구의 보고서에 따라 사이클 경기 운영 기구에 의해 7번의 투르 드 프랑스 우승 타이틀을 박탈당하고 평생 출전 금지 처분을 받았다. 그는 이후 2013년 1월 17일 오프라 윈프리와의 인터뷰에서 수혈을 통한 혈액 도핑과 EPO를 포함한 금지 약물 사용을 인정했다.
2014년 6월, UFC 파이터 차엘 소넨이 EPO 양성 반응을 보였다. 한 달 후, 또 다른 UFC 파이터인 알리 바가우티노프도 EPO 양성 반응을 보였다.
2018년 2월, 바레인 출신의 3000m 장애물 경주 세계 기록 보유자 루스 제벳이 EPO 양성 반응을 보였고, 3월 4일 4년간 출전 정지 처분을 받았다.

## 부작용
혈액 내 적혈구 수를 단순히 증가시키는 행위는 과점도 증후군과 관련될 수 있다. 이는 혈액 점도 증가와 심박출량 및 혈류 속도 감소로 특징지어지며, 결과적으로 말초 산소 전달이 감소한다. 예를 들어, EPO의 과다 투여는 혈액을 매우 점성이 높고 동맥을 막는 슬러지로 만들 수 있다. 이는 심장마비, 뇌졸중, 정맥염, 폐 색전증의 위험을 증가시키며, 혈류에 너무 많은 혈액이 재도입된 경우에서 이러한 현상이 관찰되었다. 혈액 도핑은 적혈구의 용적을 증가시키기 때문에, 실질적으로 적혈구증가증이라는 상태를 유발한다. 적혈구증가증은 심장마비나 뇌졸중과 같은 알려진 부작용을 가진 혈액 질환이다.
또 다른 문제로는 준비나 보관 과정에서의 혈액 오염으로, 패혈증이나 전신에 영향을 미치는 감염을 유발할 수 있다. 2002년에는 적혈구 수혈 50만 건당 1건의 오염이 발견되었다.
적혈구를 증가시키는 데 사용되는 특정 약물은 간 기능을 저하시키고 간 부전, 뇌하수체 문제, 콜레스테롤 수치 증가를 초래할 수 있다.